# Typhlodromus recki
Typhlodromus recki är en spindeldjursart som beskrevs av Wainstein 1958. Typhlodromus recki ingår i släktet Typhlodromus och familjen Phytoseiidae. Inga underarter finns listade i Catalogue of Life.